# Chantecoq – L’espionne de Guillaume
Chantecoq – L’espionne de Guillaume (Chantecoq – Die Spionin von Wilhelm) ist ein französischer Spionagefilm von Henri Pouctal aus dem Jahr 1916. Der Titel ist missverständlich und müsste eigentlich Chantecoq und die Spionin von Wilhelm II. heißen, denn Chantecoq (wörtlich etwa Krähhahn) und Wilhelms Spionin sind die Gegenspieler dieses Films. Der Name des Detektivs spielt auf das französische Wappentier und seine Wachsamkeit an.

## Handlung
Am Vorabend des Ersten Weltkriegs infiltrieren drei deutsche Spione eine französische Sprengstofffabrik in Bar-le-Duc, um die Fabrik zu sabotieren und die geheime Formel eines neuen Sprengstoffs zu entwenden. Ihre Anführerin, Emma Luckner, genannt die Spionin von Wilhelm, hat direkten Kontakt mit Kaiser Wilhelm II. Bei ihrem Auftrag in Bar-le-Duc wird sie von Oberst von Reitzer und Hauptmann Ulrich von Herfeld unterstützt. Von Reitzer ist als Vorarbeiter Gerfaut getarnt, von Herfeld hat die Identität von Marois, einem der reichsten Männer von Bar-le-Duc angenommen. Der Ingenieur und stellvertretende Direktor der Fabrik Vallier und Yvonne, die Tochter des Fabrikdirektors Monsieur Richard, lieben sich, aber Monsieur Richard hat Marois die Hand seiner Tochter versprochen. Unterdessen wird in Paris der Detektiv Chantecoq damit beauftragt zu untersuchen, wer die Sprengstofffabrik sabotiert.
Chantecoq beginnt seine Untersuchung als Bauer verkleidet in Bar-le-Duc. Am gleichen Abend schickt der falsche Gerfaut, nachdem er die Fabrik in die Luft gesprengt hat, eine anonyme Nachricht an Richard und bittet ihn, ihn in einer verfallenen Kapelle zu treffen. Dort bietet er ihm Geld für die geheime Sprengstoffformel. Richard gerät außer sich und greift den falschen Gerfaut an, wird aber von dessen Komplizen erschossen. Später findet Chantecoq Richards in der Nähe der verfallenen Kapelle versteckte Leiche. Nach seinem Mord begibt sich der falsche Gerfaut nach Paris, nunmehr als Richard verkleidet, um den Erfinder des neuen Sprengstoffs, Jean Aubry, zu treffen und von ihm die geheime Formel zu erhalten. Statt sie ihm zu geben, bietet Aubry ihm an, ihn nach Bar-le-Duc zu begleiten und die Herstellung gemeinsam zu beginnen. Vor dem Beginn der Zugreise wird Aubry von Chantecoq gewarnt, dass Richard tot ist und er einen Betrüger getroffen hat. Sie vereinbaren, dass sich Chantecoq als Aubry verkleidet und mit dem falschen Richard reist, um ihn zu enttarnen. Derweil nimmt die als Witwe verkleidete Emma Luckner im gleichen Abteil wie die beiden Männer Platz, und die beiden Spione überwältigen schließlich den Detektiv. Als sie seine wahre Identität entdecken, stecken sie ihn in einen großen Koffer und schicken ihn darin nach Deutschland.
Zur gleichen Zeit hat die Polizei in Bar-le-Duc Richards Leiche gefunden. Der falsche Gerfaut erklärt, Vallier sei der Mörder, und organisiert eine Arbeiterdemonstration zur Beschuldigung Valliers. Die Polizei findet im Büro des stellvertretenden Direktors Unterlagen, die seine Kontakte mit einer feindlichen Macht zu beweisen scheinen. Obwohl Vallier beteuert, dass die Dokumente gefälscht sind, wird er wegen Mordes und Hochverrats verhaftet. In Deutschland wird Chantecoq zum Kronprinzen gebracht, der überzeugt ist, dass jener ihm die Sprengstoffformel übergeben wird. Chantecoq tut so, als wäre er einverstanden, aber Emma glaubt ihm nicht und versucht, ihn zu vergiften. Sein Essen gibt Chantecoq aber seinem Bewacher, der daran stirbt, woraufhin sich Chantecoq über den Mordversuch beim Kronprinzen beschwert. Dieser schickt Emma daraufhin nach Frankreich zurück, wo sie mit ihren beiden Komplizen Aubrys Tresor aufbricht, um die Sprengstoffformel zu stehlen. Aubry hat allerdings eine Sprengfalle in den Tresor eingebaut, die zum Tod des als Marois getarnten Hauptmanns von Herfeld führt. Von Reitzer und Emma Luckner werden verhaftet.
Chantecoq wird derweil zum Essen mit dem Kronprinzen auf der Terrasse von dessen Schloss am Ufer eines Sees zwischen Deutschland und der Schweiz eingeladen. Er schlägt seinen Gastgeber mit einer Flasche nieder und flieht mit einem Boot. Während er sich zunächst über die scheinbar leichte Flucht freut, wird er sich seiner gefährlichen Lage bewusst, als die Leute des Kronprinzen auf ihn schießen und ihn mit einem Schnellboot verfolgen. Unmittelbar bevor er eingeholt wird, stürzt sich Chantecoq ins Wasser. In Paris erneuert Gerfaut seine Beschuldigungen beim Strafprozess gegen Vallier, während Aubry versucht, ihn zu verteidigen. Er ist überzeugt, dass nur eine Verschwörung Chantecoq daran hindert, Valliers Unschuld zu beweisen. Schließlich erscheint Chantecoq, bejubelt von der Menge, beim Prozess und legt die Beweise für Valliers Unschuld vor.
In einem Epilog sitzt Chantecoq mit seinen Freunden in einem Garten; in einem Flashback wird gezeigt, wie er schwimmend die Schweiz erreichte.

## Dreharbeiten
Der Film wurde in Frankreich zu Beginn der zweiten Hälfte des Ersten Weltkriegs, zur Zeit der Schlacht um Verdun, gedreht. Der Ort der Handlung, Bar-le-Duc, war hochgradig symbolisch, denn der einzige Weg in das fast vollständig eingekesselte Verdun war die Straße nach Bar-le-Duc, von wo Vorräte und Soldaten an die Front geschickt wurden. Vereinzelt wird behauptet, Abel Gance hätte an dem Film für Pouctal als Aufnahmeleiter mitgearbeitet. Georges Sadoul erwähnt in seinem Dictionnaire des cinéastes, dass Henri Pouctal nach dem Kinokritiker Louis Delluc als einer der besten französischen Regisseure der Vorkriegszeit gegolten habe.
Laut Richard Abel war Chantecoq einer der populärsten Kinodetektive während des Krieges.